# 外柳是聞
外柳 是聞（そとやなぎ せぶん、1994年12月23日 - ）は、日本棋院東京本院所属の囲碁棋士。五段。岩手県出身、高林拓二七段門下。

## 経歴
棋士になることを志して中学2年生の時に岩手県盛岡市から上京、高林拓二の内弟子となる。同門には年代が近い許家元や小池芳弘、張瑞傑らもおり、台湾出身の許に日本語を教えたりもしたという。2013年、冬季棋士採用試験本戦で13勝2敗の成績を残して首位となり、同門の張（11勝4敗の2位）と共に試験に合格。2014年4月、19歳で入段。
2016年、第42期天元戦で自身初の七大タイトル本戦入り。
なかなか各棋戦で上位に絡むことはできなかったが、2021年の第46期新人王戦で決勝戦に進出すると、上野愛咲美四段との決勝三番勝負も10月15日に2勝1敗で制し、自身初のタイトルを獲得。25歳以下が出場の条件である新人王戦最後の出場機会で優勝を果たした。

## 人物・エピソード
- タイトル戦では記録係を多く務め、棋士からの信頼も厚いものがあった。そこでの経験を実力に繋げるよう努めてきた[1]。
- 「是聞（せぶん）」という名前は、聖徳太子が7人の話を同時に聞き分けられたという逸話に由来し、「いろんな話を聞いて育ってほしい」という願いが込められている[5]。一方で、本人は「ウルトラセブン」に由来しているのではないか、とも思っているという[5][6]。
- 第46期新人王戦では「大きな舞台は最初で最後かもしれない」と思い、不眠や食欲不振にも悩んだという。勝敗を決する第3局では挑戦者の気持ちで伸び伸びと打ち、勝利を収めた[5]。
- 岩手県出身の囲碁棋士は川村匡迪[7]に続き史上2人目。川村は2006年に引退したため現役では唯一の岩手県出身の棋士となる[5]。

## 棋歴

### 獲得タイトル
- 新人王戦（第46期）

### 昇段履歴
- 2014年4月1日 入段
- 2016年1月1日 二段（賞金ランキング）[8]
- 2018年12月7日 三段（勝星規定）[9]
- 2021年12月7日 四段（勝星規定）[10]
- 2023年1月1日 五段（賞金ランキング）[11]